# Raúl Ricardo Alfonsín

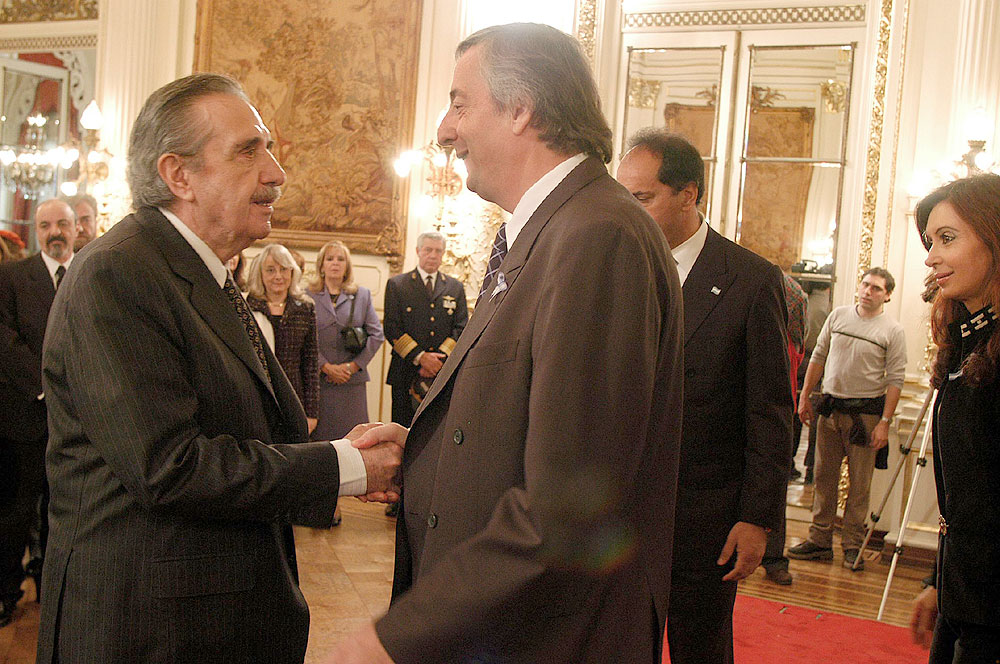
L'ex presidente argentino Raúl Ricardo Alfonsin con Kirchner nel maggio 2004

Raúl Ricardo Alfonsín (Chascomús, 12 marzo 1927 – Buenos Aires, 31 marzo 2009) è stato un politico argentino; è stato presidente dell'Argentina dal 10 dicembre 1983 all'8 luglio 1989.

## Biografia
Membro della Unión Cívica Radical, schierato su posizioni socialiste, venne eletto per la prima volta deputato nel 1958, vincendo nella circoscrizione provinciale di Buenos Aires. Nel 1973 venne candidato dal movimento radicale alla presidenza dell'Argentina, ma nelle consultazioni politiche fu sconfitto da Ricardo Balbín. Dopo il fallimento della giunta militare del Processo di riorganizzazione nazionale (che lo aveva costretto al silenzio) e soprattutto la disastrosa guerra delle Falkland, Alfonsin si ricandidò come presidente, venendo eletto nell'ottobre del 1983; fu quindi il primo presidente argentino eletto democraticamente dopo la fine della dittatura.
Durante il suo governo, uno dei più duraturi della storia dell'Argentina recente, molti membri influenti del precedente regime militare vennero arrestati per violazione dei diritti umani. Alfonsin attuò una politica laburista tentando di non surriscaldare troppo il clima sociale che il suo paese attraversava in quel momento. Nel 1984 firmò un trattato di amicizia e collaborazione con il presidente del Cile Augusto Pinochet, che permise all'Argentina di avere un alleato in più nel suo tentativo di costruzione del Mercosur.
Nel 1989, tuttavia, ci fu una grave crisi economica dovuta soprattutto all'aumento vertiginoso dell'inflazione, che raggiunse e superò il 200%. In varie città (in particolar modo Rosario), scoppiarono vari moti di protesta che lo costrinsero alle dimissioni. Nello stesso uscì trionfante della elezioni politiche un peronista, Carlos Saúl Menem. Dopo la sconfitta del suo partito alle presidenziali del 1995 che aveva candidato Horacio Massaccesi, continuò la sua attività politica come semplice parlamentare, pur rimanendo una figura prestigiosa del centro-sinistra latino americano.

### Morte e funerali
È morto il 31 marzo 2009, a 82 anni, a causa di un tumore polmonare. Il suo feretro è stato esposto al Congresso nazionale argentino meta di numerosi sostenitori dell'ex presidente. La presidente Cristina Kirchner ha proclamato giorno di lutto nazionale e gli ha dedicato i funerali di Stato. È sepolto nel cimitero della Recoleta di Buenos Aires.